# Джордж Гип
Джордж Гип (на английски: George Gipe) е американски журналист, сценарист на комедии и писател на бестселъри в жанра хорър, научна фантастика и романизации на филми от боксофиса.

## Биография и творчество
Джордж Гип е роден на 3 февруари 1933 г. в Бостън, Масачузетс, САЩ.
Започва своята шоу-бизнес кариера в местните телевизионни документални филми. През 1958 г. той се присъединява към екипа на „WJZ-TV“ в Балтимор, където работи като оператор и мениджър на продукция. По-късно се работи в „WMAR-TV“ в Балтимор, където печели награди за документални и местни програми.
Автор е на 2 романа и на редица романизации на хитови филми. Участва в няколко телевизионни и филмови проекта, включително в 2 сценария за „Ен Би Си филм на седмицата“.
Умира от сърдечен удар вследствие от алергично ухапване от пчела в Глендейл, Калифорния на 6 септември 1986 г.

## Произведения

### Самостоятелни романи
- Nearer to the Dust (1967)
- Coney Island Quickstep (1977)

### Романизации
- Melvin and Howard (1980)
- Resurrection (1980)
- Gremlins (1984)
- Back to the Future (1985) – по филма „Завръщане в бъдещето“
Завръщане в бъдещето, изд. „Орфия“ (1992), прев. Кънчо Кожухаров
- Explorers (1985)

### Разкази
- „The Cask of Amarillo Texas“ (1969)

### Документалистика
- The Great American Sports Book (1978)
- The Last Time When... (1982)

### Сценарии
- Dead Men Don't Wear Plaid (1982) – с Карл Райнер и Стив Мартин
- The Man With Two Brains (1983) – с Карл Райнер и Стив Мартин
- The Investigators (1984) – ТВ сериал 1984 – 1986